# Лоренцо Бальдіссері

Герб кардинала Бальдіссері

Лоренцо Бальдіссері (італ. Lorenzo Baldisseri; нар. 29 вересня 1940, Барга, Італія) — італійський кардинал, ватиканський дипломат, генеральний секретар Синоду Єпископів з 21 вересня 2013 по 15 вересня 2020 року.

## Біографічні дані
29 червня 1963 року Лоренцо Бальдіссері прийняв священиче рукоположення з рук архієпископа Уго Камоццо для архідієцезії Пізи. Здобув ступінь доктора канонічного права.
3 грудня 1973 року вступив на дипломатичну службу Святого Престолу. Працював в нунціатурах у Гватемалі, Сальвадорі, Японії, Бразилії, Парагваї, Франції і Зімбабве. 16 січня 1991 року призначений тимчасовим повіреним у справах апостольської нунціатури в Гаїті.
15 січня 1992 року Папа Римський Іван Павло ІІ призначив Лоренцо Бальдіссері апостольським нунцієм в Гаїті, надавши йому сан титулярного архієпископа Діоклетіани. 7 березня 1992 року відбулася його єпископська хіротонія (головним святителем був кардинал Анджело Содано, тогочасний державний секретар Святого Престолу).
6 квітня 1995 року Іван Павло II призначив Лоренцо Бальдіссері нунцієм у Парагваї, 19 червня 1999 року — нунцієм в Індії та Непалі, 12 листопада 2002 року — нунцієм у Бразилії.
11 січня 2012 року Папа Римський Бенедикт XVI призначив архієпископа Лоренцо Бальдіссері секретарем Конгрегації в справах єпископів, а 7 березня того ж року — також секретарем Колегії кардиналів.
Архієпископ Бальдіссері був секретарем конклаву 2013 року. 13 березня 2013 року новообраний Папа Римський Франциск, приймаючи з його рук білий папський пілеолус, поклав на його голову свій кардинальський червоний пілеолус, з яким архієпископ Бальдіссері з'явився на балконі базиліки Святого Петра під час проголошення нового Папи.
21 вересня 2013 року папа Франциск призначив архієпископа Бальдіссері генеральним секретарем Синоду Єпископів.
На кардинальській консисторії, що відбулася 22 лютого 2014 року, папа проголосив архієпископа Бальдіссері кардиналом-дияконом з дияконією святого Ансельма на Авентині.